# Pascal Engel

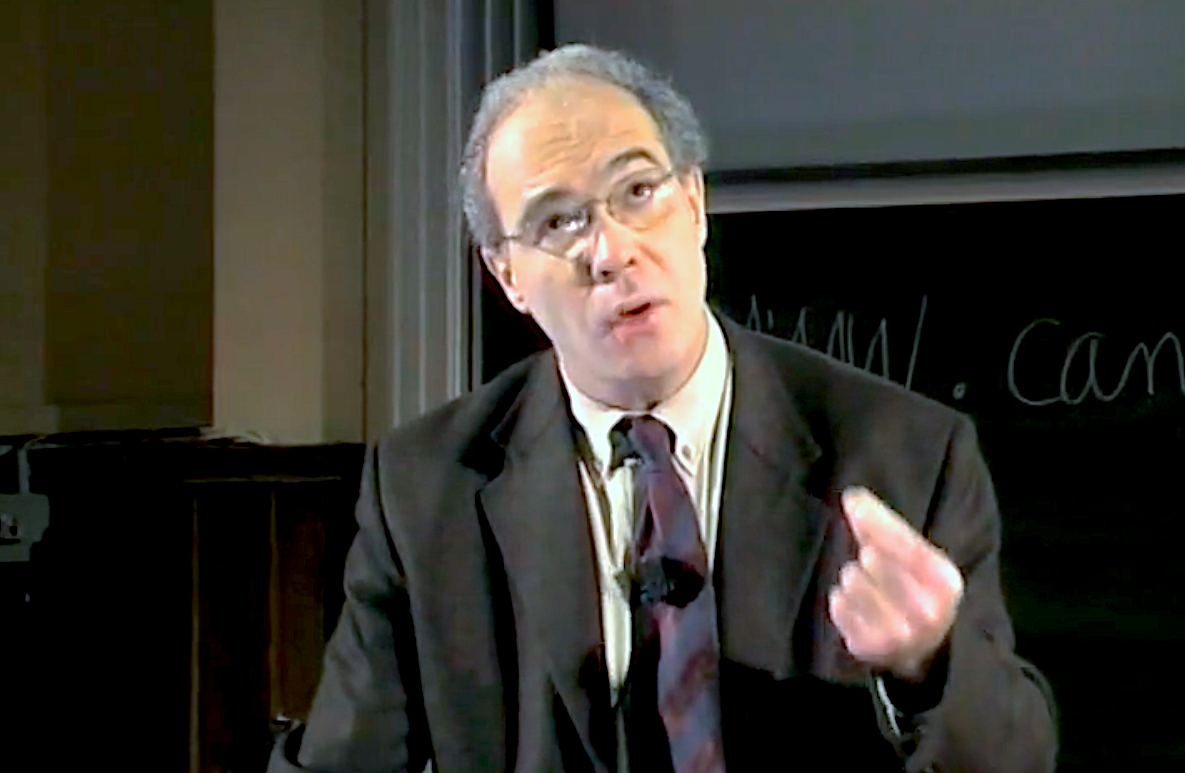
Pascal Engel, 2022

Pascal Engel (* 17. Januar 1954) ist ein französischer Philosoph.

## Leben
Engel studierte an der École normale supérieure und an der Sorbonne in Paris. Er promovierte 1981 mit der Arbeit Identité et référence und habilitierte sich 1990 (Doctorat d’Etat) mit der Arbeit Davidson et la sémantique formelle pour les langues naturelle. Von 1992 bis 1998 war er Professor an der Universität Caen und von 1998 bis 2006 an der Sorbonne in Paris. Seit 2006 ist er Professor an der Universität Genf. Er ist Mitbegründer der ESAP. Von 1993 bis 1997 war er Präsident der SOPHA (Société de philosophie analytique). Seit 2005 ist er Herausgeber der Zeitschrift Dialectica. 2012 wurde er als ordentliches Mitglied in die Academia Europaea aufgenommen.

## Leistungen
Pascal Engel ist bekannt für seine Arbeiten auf dem Gebiet der Philosophie der Logik, der Sprachphilosophie, der Erkenntnistheorie und der Philosophie des Geistes sowie als Übersetzer von Arbeiten von Donald Davidson.

## Schriften

### Monographien
- Identité et référence, la théorie des noms propres chez Frege et Kripke. Presses de l’Ecole Normale Supérieure, Paris 1985.
- La Norme du vrai, philosophie de la logique. Gallimard, Paris 1989.
- Etats d'esprit, questions de philosophie de l'esprit. Alinéa, Aix-en-Provence 1992. 2. Auflage: Introduction à la philosophie de l'esprit. La Découverte, Paris 1994.
- Davidson et la philosophie du langage. PUF, Paris 1994.
- Philosophie et psychologie. Gallimard, Paris 1996.
- La dispute, une introduction à la philosophie analytique. Minuit, Paris 1997.
- La verite, reflexions sur quelques truismes. Hatier, 1998.
- mit Jérôme Dokic: Ramsey. Vérité et succès. PUF, Paris 2001.
- Truth. Bucks, Acumen, 2002
- mit Richard Rorty: A quoi bon la verité. Grasset, Paris 2005.
- Va savoir! De la connaissance en général. Hermann, Paris 2007.

### Herausgeberschaft
- Précis de philosophie analytique. dir, Paris 2000.
- mit Julien Dutant: Philosophie de la connaissance: Croyance, connaissance, justification. dir, Paris, Vrin 2005.

### Übersetzungen
- mit C. Tiercelin: Thomas Nagel: Questions mortelles. PUF, Paris 1983.
- Daniel Dennett: La stratégie de l'interprète. Gallimard, Paris 1990.
- Donald Davidson: Paradoxes de l'irrationalité. Ed. de L'Eclat, Combas 1991.
- John von Neumann: L'ordinateur et le cerveau. La Découverte, Paris 1992. Neudruck: Flammarion, 1996.
- Donald Davidson: Actions et les événements. PUF, Paris 1993.
- Donald Davidson: Enquêtes sur la vérité et l'interprétation. Jacqueline Chambon, Nîmes 1993.
- Daniel Dennett: La conscience expliquée. Odile Jacob, Paris 1993.
- Michael Walzer: Spheres de justice. Seuil, Paris 1997.
- Daniel Dennett: Darwin est-il dangereux? L'évolution et les sens de la vie. Odile Jacob, Paris 2000.
- mit Mathieu Marion: Frank Plumpton Ramsey: Logique, philosophie et probabilités. dir, Vrin 2003.